# ケイキロク
ケイキロクは日本の競走馬。1980年の第41回優駿牝馬（オークス）などに優勝した。

## 経歴
母・ケイスパーコは1974年のCBC賞優勝馬で、ケイキロクが初年度産駒だった。父・ラディガは1972年に生産者の東牧場がアメリカから導入した種牡馬であったが、初勝利までには3戦を要した。ここから2連勝をしてクラシック戦線に駒を進めたが、クラシック初戦・桜花賞の前哨戦で4着、桜花賞では7着と精彩を欠いた。
牡馬混合戦の京都4歳特別3着を経て優駿牝馬（オークス）に向かったが、前走で鞍上を務めた田原成貴は騎乗停止中、それ以前に主戦を務めた武邦彦は同厩舎のケイシャープに騎乗が決まっており、他の関西所属の有力騎手も騎乗予定が埋まっていたため、ケイキロクの騎手は当時関東の中堅騎手だった岡部幸雄が代わりに務めることになった。競走当日の装鞍所で初めて顔を合わせたというコンビで、単勝は10番人気の評価だった。
レース当日は重馬場で、ケイキロクと岡部は後方に控えたが、前を行く馬はみな荒れていた埒沿いの馬場を嫌い、状態の良い馬場の外側を走っていた。レース中盤からケイキロクは徐々に位置を上げていき、4コーナーでは最短距離を走るためあえて埒沿いを通った。しかしケイキロクは脚を取られることなく先頭に立ち、直線半ばからは独走状態となって、2着リックサンブルに5馬身の差をつけて優勝を果たした。生産者の東牧場にとってこれが初めてのクラシック制覇となり、騎手の岡部、調教師の浅見にとっては2つ目のオークス制覇となった。
その後ケイキロクは、古馬となってから競走生活唯一のダート戦となった中京記念をレコードで制し、以後は勝利こそなかったものの、京都記念2着など重賞戦線で活躍を続けた。6歳で競走馬を引退した後は北海道の下河辺牧場で繁殖牝馬となり、4勝を挙げ菊花賞にも出走したケイコバン等を送り出した。1997年に繁殖も引退した後は、功労馬繋養展示事業の助成を受けて日高町の牧場で余生を過ごした。2011年5月24日、老衰で死亡。34歳1か月（34歳34日）の長寿だった。

## 血統表
| ケイキロクの血統（リボー系 / Hyperion5*5×5*5=12.50%） | ケイキロクの血統（リボー系 / Hyperion5*5×5*5=12.50%） | ケイキロクの血統（リボー系 / Hyperion5*5×5*5=12.50%） | （血統表の出典）        | （血統表の出典） |
| 父 *ラディガ Ladiga 1969 鹿毛 アメリカ                | 父の父Graustark 1963 栗毛 アメリカ                    | Ribot                                                 | Tenerani                | Tenerani         |
| 父 *ラディガ Ladiga 1969 鹿毛 アメリカ                | 父の父Graustark 1963 栗毛 アメリカ                    | Ribot                                                 | Romanella               |                  |
| 父 *ラディガ Ladiga 1969 鹿毛 アメリカ                | 父の父Graustark 1963 栗毛 アメリカ                    | Flower Bowl                                           | Alibhai                 | Alibhai          |
| 父 *ラディガ Ladiga 1969 鹿毛 アメリカ                | 父の父Graustark 1963 栗毛 アメリカ                    | Flower Bowl                                           | Flower Bed              |                  |
| 父 *ラディガ Ladiga 1969 鹿毛 アメリカ                | 父の母Celia 1960 鹿毛 アメリカ                        | Swaps                                                 | Khaled                  | Khaled           |
| 父 *ラディガ Ladiga 1969 鹿毛 アメリカ                | 父の母Celia 1960 鹿毛 アメリカ                        | Swaps                                                 | Iron Reward             |                  |
| 父 *ラディガ Ladiga 1969 鹿毛 アメリカ                | 父の母Celia 1960 鹿毛 アメリカ                        | Pocahontas                                            | Roman                   | Roman            |
| 父 *ラディガ Ladiga 1969 鹿毛 アメリカ                | 父の母Celia 1960 鹿毛 アメリカ                        | Pocahontas                                            | How                     |                  |
| 母 ケイスパーコ 1970 芦毛 日本                        | 母の父*キノー Quinault 1958 栗毛 アメリカ             | Helioscope                                            | Heliopolis              | Heliopolis       |
| 母 ケイスパーコ 1970 芦毛 日本                        | 母の父*キノー Quinault 1958 栗毛 アメリカ             | Helioscope                                            | War Flower              |                  |
| 母 ケイスパーコ 1970 芦毛 日本                        | 母の父*キノー Quinault 1958 栗毛 アメリカ             | Rivaz                                                 | Nearco                  | Nearco           |
| 母 ケイスパーコ 1970 芦毛 日本                        | 母の父*キノー Quinault 1958 栗毛 アメリカ             | Rivaz                                                 | Mumtaz Begum            |                  |
| 母 ケイスパーコ 1970 芦毛 日本                        | 母の母*シルヴアーフアー Silver Fir 1962 芦毛 イギリス | Abernant                                              | Owen Tudor              | Owen Tudor       |
| 母 ケイスパーコ 1970 芦毛 日本                        | 母の母*シルヴアーフアー Silver Fir 1962 芦毛 イギリス | Abernant                                              | Rustom Mahal            |                  |
| 母 ケイスパーコ 1970 芦毛 日本                        | 母の母*シルヴアーフアー Silver Fir 1962 芦毛 イギリス | Moyo                                                  | Tourment                | Tourment         |
| 母 ケイスパーコ 1970 芦毛 日本                        | 母の母*シルヴアーフアー Silver Fir 1962 芦毛 イギリス | Moyo                                                  | Fragrant Nymph F-No.1-w |                  |

父はアメリカで4勝。母はCBC賞を含む7勝を挙げており、母の全兄に1971年度啓衆社賞最良スプリンターのエリモシルバーがいる。また、従妹に皐月賞優勝馬ナリタタイシンや阪神牝馬特別の優勝馬ユーセイフェアリーの母タイシンリリィがいる。